# Órbita equatorial
Uma órbita equatorial acontece quando a trajetória do satélite, seja ele artificial ou natural, reside próxima ao plano da linha do equador do corpo celeste sendo orbitado.
Diferente das órbitas geoestacionárias, órbitas equatoriais, são bem mais baixas, enquadrando-se como uma órbita terrestre baixa.